# Nicolai Seebach
 Nicolai Martin Seebach  (født 22. august 1977) er en dansk sangskriver og producer.
Han er søn af Karen Sommer og Tommy Seebach, og storebror til Rasmus og Marie Seebach. Han har sammen med resten af familien Seebach lavet en film om sin far Tommy Seebach der som 53-årig døde af et hjertetilfælde.
Siden slutningen af 1990'erne har han sammen med broderen Rasmus Seebach skrevet og produceret sange til både danske og udenlandske kunstnere, og han har været producer på alle Rasmus Seebachs album. De driver produktionsselskabet Top Notch Music, og har bl.a. arbejdet med Jokeren, Natasja, B-Boys, David Bisbal og Big Brovaz. I 1999 udsendte de et hiphop-album under navnet G-Bach med titlen Skakmat. I 2005 skrev de musikken til velgørenhedssangen "Hvor små vi er" sammen med Remee til fordel for ofrene for tsunamien i Det Indiske Ocean.  Han bor i Vedbæk nord for København.

## Diskografi
Som G-Bach
- Skakmat (1999)

Medvirkende
- "Hvor små vi er" (2005) - vokal
- "Ingen Kan Love Dig I Morgen" (2013) - baggrundsvokal